# خوان دي جريخالبا
خوان دي جريخالبا (بالإسبانية: Juan de Grijalva)‏ مستكشف وكونكيستدور إسباني، وُلد في كوييار في مدينة شقوبية عام 1490. شارك دي جريخالبا في استكشاف وغزو كوبا عام 1511 مع الزعيم دييجو بيلاثكيث دي كوييار، حيث كان قائدًا. ثم أتبعها بغزو السواحل المكسيكية حيث شبه جزيرة يوكاتان وتاباسكو عام 1518 ومع الزعيم فرانثيسكو دي جاراي؛ إضافة إلى استكشاف بعض سواحل وأراضي الشمال والتي تعرف حاليًا باسم ولاية فيراكروز وخليج المكسيك في عامي 1522 و1523؛ وأخيرًا غزو هندوراس مع الزعيم بيدرارياس دابيلا عام 1527، حتى تُوفي في أولانشا بالبلد ذاتها عام 1527.